# Revenue Act
Le Revenue Act de 1934 est une loi du congrès des États-Unis entrée en vigueur dans le cadre de la politique de New Deal de Franklin D. Roosevelt en 1934, durant la Grande Dépression. Entre autres, la loi augmenta l'impôt sur le revenu pour les personnes aux revenus les plus élevés. La valeur maximale de cet impôt une fois les majorations appliquées pouvait ainsi atteindre 63 % pour les revenus les plus élevés. Au niveau des entreprises, un impôt de 13,75 % était imposé sur le revenu net des différentes firmes.